# Château de La Pacaudière
Le château de La Pacaudière est situé à Braize, en France.

## Localisation
Le château est situé à l'ouest de la commune de Braize, dans le département de l'Allier, en région Auvergne-Rhône-Alpes.

## Description
Le château de La Pacaudière est de style Renaissance avec deux tours rondes à toits en poivrière. À côté, les communs, autour d’une cour centrale, sont disposés en carré et sont également flanqués de deux tours,.

## Historique
La famille du Peyroux semble avoir possédé le château. La tradition lui attribue une origine diabolique : il aurait été bâti par le diable pour tenter un pèlerin revenu de Palestine et qui menait là une vie de sainteté,.